# 클라우디오 폴리오
클라우디오 폴리오(이탈리아어: Claudio Pollio, 1958년 5월 27일~)는 이탈리아의 레슬링 선수이다. 1980년 하계 올림픽에서 자유형 라이트플라이급 부문 금메달을 획득했다.

## 수훈
- 체육공로금장(2015년 12월 15일)